# Johara Valerie Racz
Valerie Racz, nota come Johara (Londra, 1967), è una cantante e attrice britannica attiva negli anni ottanta.

## Biografia
Nata a Londra da padre indiano e madre camerunese del Bamum, si è diplomata in lingue straniere, trasferendosi a Firenze per frequentare l'accademia di belle arti, nei primi anni ottanta. Successivamente frequenta la Bottega del teatro diretta da Vittorio Gassman, che la fa debuttare in teatro nello spettacolo Ballo del manichino del 1983. Nello stesso anno prende parte alla trasmissione Drive In, dove vi rimane per tutte e quattro le edizioni.
Dal 1986 inizia la sua attività cinematografica, col film Salomè, diretto da Claude D'Anna, e l'anno successivo, quella discografica, incidendo una cover di Black is black. Nel 1989 è la showgirl della riedizione del celebre quiz Lascia o raddoppia?, al fianco di Bruno Gambarotta e Lando Buzzanca, per il quale incide anche la sigla Calypso e nuvole.. Negli anni novanta e duemila lavora prevalentemente in teatro e al cinema in Pugni di rabbia di Claudio Risi, Miracolo italiano di Enrico Oldoini e Honolulu Baby di Maurizio Nichetti, e in alcune fiction televisive come Un commissario a Roma al fianco di Nino Manfredi.
Vive in Francia, dove dirige col marito un laboratorio teatrale..

## Discografia

### 45 giri
- 1987: Black is black/Rock your baby (CBS, 6507287)
- 1988: T'en va, t'en va pas (CBS, 651399 7)
- 1989: Calypso e nuvole/Il tempo sei tu (Fonit Cetra, SP 1879)

## Filmografia

### Cinema
- Salomè, regia di Claude D'Anna (1986)
- Connemara, regia di Louis Grospierre (1990)
- Le provincial, regia di Christian Gion (1990)
- Pugni di rabbia, regia di Claudio Risi (1991)
- Tentazione di Venere, regia di István Szabó (1991)
- L'amico arabo, regia di Carmine Fornari (1991)
- Miracolo italiano, regia di Enrico Oldoini (1994)
- Honolulu Baby, regia di Maurizio Nichetti (2001)
- Az ember, aki nappal aludt, regia di László Szabó (2003)
- T'as d'beaux yeux, tu sais!, regia di Jean-Pierre Malignon - cortometraggio (2005)

### Televisione
- Un commissario a Roma, serie televisiva (1993)
- Tre passi nel delitto: Cherchez la femme, regia di Fabrizio Laurenti (1993)
- Nestor Burma, serie televisiva (1995)
- Piccolissimo, film tv, regia di Patrick Volson (1996)
- Villa vanille, film tv (1998)
- Summer dreams, regia di Fabrizio Laurenti (2007)
- L'avvocato Guerrieri, film tv (2007)

## Programmi televisivi
- Drive In (Italia 1, 1983-1988)
- Lascia o raddoppia? (Rai 1, 1989)